# Ozarba separabilis
Ozarba separabilis là một loài bướm đêm trong họ Noctuidae.